# Labelo

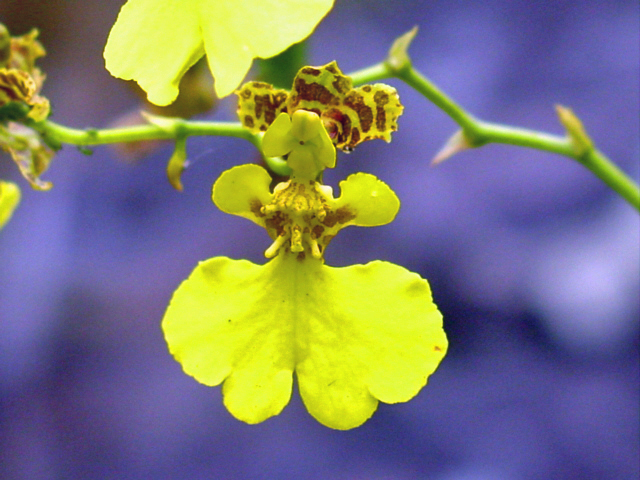
Oncidium batemannianum, espécie brasileira com labelo muito proeminente.

Labelo é uma pétala modificada, presente nas flores das orquídeas. É a pétala dorsal que, por uma torção de 180° no botão floral (ressupinação), termina por posicionar-se numa posição ventral, embora em certas orquídeas isto não ocorra. De uma forma ou de outra, o labelo encontra-se em posição oposta aos órgãos reprodutivos, o que lhe confere grande importância na polinização das orquídeas.
O labelo tem as funções de atrair visualmente o polinizador mediante a sua forma e suas cores, ou guiar o polinizador de forma a que ele eventualmente venha a esbarrar na antera e carregar as polínias por meio de calos na sua superfície.

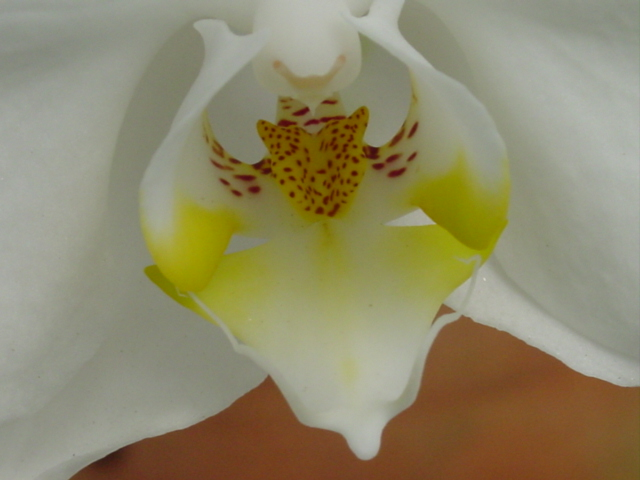
Close up do labelo de uma Phalaenopsis

O labelo também pode produzir odor, guiando principalmente insetos pequenos pelo olfato em direção aos órgãos sexuais da flor. O labelo ainda pode secretar néctar, que é um atrativo para certos polinizadores.
Em casos extremos de especialização, o labelo pode simular, em cor e forma, o dorso de uma abelha fêmea, iludindo os machos da espécie a copularem com a flor, de forma a carregarem as polínias para outra flor e efetuarem a polinização.
O epichilo é a parte terminal do labelo, enquanto a parte inicial é chamada de hipochilo.